# Cúmul de la Papallona
Messier 6 o el cúmul de la Papallona (M6, NGC 6405) és un cúmul obert a la constel·lació d'Escorpió. Visualment és l'objecte Messier més proper en distància angular al centre de la Via Làctia, a la constel·lació de Sagitari.
Moltes de les estrelles del cúmul són estrelles blaves calentes, de tipus B, encara que la més brillant del cúmul és una estrella gegant taronja del tipus K. Aquesta estrella, coneguda com a BM Scorpii, està classificada com a estrella variable semiregular; la seva lluentor varia des d'una magnitud +5,5 fins a magnitud +7,0. En les fotografies en color del cúmul de la Papallona, aquesta estrella taronja contrasta amb les seves veïnes blaves. L'estrella V862 Scorpii és una variable del tipus Gamma Cassiopeiae; la seva magnitud varia de 2 a 8,5.
Les estimacions sobre la distància del cúmul han variat al llarg dels anys, amb un valor mitjà proper als 1.600 anys llum, que donava una dimensió espacial d'uns 12 anys llum. Mesures més modernes mostren la seva lluentor total amb magnitud 4,2. La dimensió aparent és de 25 minuts d'arc, uns 20 anys llum.

## Història
Robert Burnham va proposar que Ptolemeu podia haver vist el cúmul de la Papallona a ull nu mentre observava el seu veí, actualment conegut com a cúmul de Ptolemeu (M7). Giovanni Battista Hodierna va ser el primer astrònom de qui es té constància que va veure el cúmul de la Papallona abans de 1656. Charles Messier el va catalogar el 1764, però no va ser fins al segle XX que se'n van mesurar algunes propietats.